# جیمز اف. ویلسون
جیمز اف. ویلسون (به انگلیسی: James F. Wilson) سناتور سابق عضو حزب جمهوری‌خواه ایالات متحده آمریکا بود. وی در سال ۱۸۸۳ تا ۱۸۹۵ میلادی سناتور ایالت آیووا در سنای ایالات متحده آمریکا بود.